# Átirányítás (informatika)

A bemenet, kimenet és hiba szabványos adatfolyamai

A számítástechnikában az átirányítás a folyamatok közötti kommunikáció egyik formája, és a legtöbb parancssori értelmezőben közös funkció, beleértve a különféle Unix shelleket is, amelyek a szabványos adatfolyamokat átirányíthatják a felhasználó által megadott helyekre. Az átirányítás koncepciója meglehetősen régi, egészen a legkorábbi operációs rendszerekig (OS) nyúlik vissza. Az átirányítás tervezési céljainak tárgyalása már megtalálható a Multics OS bemeneti-kimeneti alrendszerének 1971-es leírásában. A UNIX operációs rendszer és annak „csövei” megjelenése előtt azonban az operációs rendszerekben az átirányítás nehéz vagy akár lehetetlen volt.
Unix-szerű operációs rendszerekben a programok a dup2(2) rendszerhívással, vagy annak kevésbé rugalmas, de magasabb szintű stdio analógjaival, a freopen(3) és a popen(3) függvényekkel végzik az átirányítást.

## Szabványos bemenet és szabványos kimenet átirányítása
Az átirányítást általában bizonyos karakterek parancsok közé helyezésével valósítják meg.

### Alapok
Ezeknek a karaktereknek a szintaxisa jellemzően a következő, a < jellel átirányítjuk a bemenetet (standard input), a > jellel pedig a kimenetet (standard output). A command > file1 végrehajtja a parancsot (command), a kimenetet a file1-be helyezve, ahelyett, hogy a terminálon jelenítené meg, ami a standard kimenet szokásos célja. Ez kitörli a file1-ben lévő összes meglévő adatot.
A command < file1 parancs használata esetén a rendszer végrehajtja a command parancsot, a file1-et használva bemenetként, szemben a billentyűzettel, amely a szokásos szabványos beviteli forrás.
A command < infile > outfile két képességet egyesít: az infile-ból olvas, a outfile-ba pedig ír.

### Változatok
A kimenet fájl végéhez fűzéséhez a fájl felülírása helyett a >> operátort használjuk: command1 >> file1.
Egy stream literálból (egy standard bemenetre átadott beágyazott fájlból) való olvasáshoz használhatunk egy here dokumentumot a << operátor használatával:
```
$ 
tr
 
a-z
 
A-Z
 
<< END_TE
XT

> one two three

> uno dos tres

> END_TEXT

ONE TWO THREE

UNO DOS TRES

```

Egy karakterláncból való olvasáshoz használhatunk egy here string-et a <<< operátorral: tr a-z A-Z <<< "one two three", vagy:
```
$ 
NUMBERS
=
"one two three"

$ 
tr
 
a-z
 
A-Z
 
<<<
 
"
$NUMBERS
"

ONE TWO THREE

```

## Csővezeték

Három programból álló folyamat fut egy szöveges terminálon

A programok együtt futtathatók úgy, hogy az egyik program beolvassa a másik kimenetét anélkül, hogy szükség lenne egy explicit köztes fájlra. command1 | command2 végrehajtja a command1 parancsot, a kimenetét használva a command2 bemeneteként (általában piping-nak nevezik, ahol a "|" karakter a "pipe").
A parancsokat végrehajtó két program párhuzamosan futhat, az egyetlen tárhely pedig a munkapufferek (a Linux pufferenként akár 64K-t is engedélyez), plusz az egyes parancsok feldolgozásához szükséges munkaterület. Például egy „sort” parancs nem tud kimenetet előállítani, amíg az összes bemeneti rekordot be nem olvasta, mivel a legutoljára fogadott rekord bizonyulhat az elsőnek a rendezett sorrendben. Dr. Alexia Massalin kísérleti operációs rendszere, a Synthesis, a bemeneti és kimeneti pufferek telítettségéhez igazította volna az egyes feladatok prioritását futás közben.
Ez ugyanazt a végeredményt adja, mintha két átirányítást és egy ideiglenes fájlt használnánk, például:
```
$ 
command1
 
>
 
tempfile

$ 
command2
 
<
 
tempfile

$ 
rm
 
tempfile

```

De itt a command2 nem indul el, amíg a command1 be nem fejeződik, és egy kellően nagy méretű munkafájlra van szükség a köztes eredmények, valamint az egyes feladatokhoz szükséges munkaterület tárolásához. Például, bár a DOS megengedi a „pipe” szintaxist, ezt a második megközelítést alkalmazza. Tegyük fel tehát, hogy egy hosszú ideig futó "Worker" program működés közben különféle üzeneteket generál, és egy második program, a TimeStamp minden rekordot átmásol a standard bemenetről a standard kimenetre, a rekord fogadásának rendszerdátumával és időpontjával előzve meg. Egy olyan sorozat, mint a Worker | TimeStamp > LogFile.txt, csak akkor hozna létre időbélyegeket, amikor a Worker befejezte a munkát, csupán azt mutatva, hogy milyen gyorsan olvasható és írható a kimeneti fájl.
A parancsok "piping" használatára jó példa az echo parancs egy másik paranccsal való kombinálása, hogy valami interaktívat érjünk el egy nem interaktív shellben, pl. echo -e 'user\npass' | ftp localhost. Ez az ftp klienst a user felhasználó beírásával, a return (Enter) megnyomásával, majd a pass parancs végrehajtásával.
Alkalmi használatban a pipeline kezdeti lépése gyakran a cat vagy az echo, egy fájlból vagy karakterláncból való olvasás. Ezt gyakran helyettesítheti a bemeneti indirekció vagy egy here string, és a cat és a pipe használata a bemeneti átirányítás helyett a cat haszontalan használataként ismert. Például a következő parancsok:
```
$ 
cat
 
infile
 
|
 
command

$ 
echo
 
$string
 
|
 
command

$ 
echo
 
-e
 
'user\npass'
 
|
 
ftp
 
localhost

```

helyettesíthetők a következővel:
```
$ 
command
 
<
 
infile

$ 
command
 
<<<
 
$string

$ 
ftp
 
localhost
 
<<<
 
$'user\npass'

```

Mivel az echo gyakran egy shell-en belüli parancs, a használatát nem kritizálják annyira, mint a cat parancsot, amely egy külső parancs.

## Átirányítás a szabványos fájlkezelőkre és azokról
Az eredeti Bourne shellből származó Unix shellekben az első két művelet tovább módosítható egy szám (a fájlleíró) közvetlen karakter elé helyezésével; ez befolyásolja, hogy melyik adatfolyamot használja a rendszer az átirányításhoz. A Unix szabványos I/O adatfolyamai a következők:
| Handle | Name   | Description     |
| ------ | ------ | --------------- |
| 0      | stdin  | Standard input  |
| 1      | stdout | Standard output |
| 2      | stderr | Standard error  |

Például a command 2> file1 parancs végrehajtja a command parancsot, a standard hibafolyamot a file1-be irányítva.
A csh-ból (a C shellből) származó shellekben a szintaxis ehelyett az & (és) karaktert fűzi hozzá az átirányítási karakterekhez, így hasonló eredményt érve el. Ennek az az oka, hogy különbséget tegyünk az '1' nevű fájl és a stdout között, azaz cat file 2>1 vs. cat file 2>&1. Az első esetben a stderr az '1' nevű fájlra, a másodikban pedig a stderr a stdout-ra kerül átirányításra.
Egy másik hasznos képesség az egyik szabványos fájlkezelő átirányítása egy másikra. A legnépszerűbb változat a szabványos hiba egyesítése a szabványos kimenettel, így a hibaüzenetek a szokásos kimenettel együtt (vagy felváltva) feldolgozhatók. Például a find / -name .profile > results 2>&1 parancs megpróbálja megkeresni az összes ".profile" nevű fájlt. Átirányítás nélkül végrehajtva a találatokat a stdout kimenetre, a hibákat (pl. a védett könyvtárak bejárására vonatkozó jogosultság hiánya miatt) pedig a stderr kimenetre küldi. Ha a szabványos kimenet fájleredményekre van irányítva, hibaüzenetek jelennek meg a konzolon. Ha a találatokat és a hibaüzeneteket is látni szeretné a fájleredményekben, akkor a stderr kimenetet (2. kezelő) egyesítse a stdout kimenettel (handle 1.) a 2>&1 paraméterrel.
Ha az egyesített kimenetet egy másik programba kell átirányítani, akkor a fájlegyesítési szekvenciának (2>&1) meg kell előznie a pipe szimbólumot, tehát: find / -name .profile 2>&1 | less
A parancs egy egyszerűsített, de nem POSIX-konform formája, a command > file 2>&1 (nem érhető el a Bourne Shell 4-es verziója előtt, a végleges kiadás előtt, illetve a Debian/Ubuntu által használt standard Debian Almquist shellben): command &>file vagy command >&file.
Lehetséges a 2>&1 karakterláncot használni a ">" előtt, de az eredményt gyakran félreértik. A szabály az, hogy minden átirányítás függetlenül a kimeneti adatfolyamra állítja be a handle-t. Tehát a „2>&1” a 2 kezelőt arra a helyre állítja, amire az 1 kezelő mutat, ami ekkor általában a stdout. Ezután a „>” átirányítja az 1 kezelőt valami másra, például egy fájlra, de nem változtatja meg a 2 kezelőt, ami továbbra is a stdout-ra mutat.
A következő példában a standard kimenet fájlba kerül, de a hibák a stderr-ből a stdout-ba, azaz a képernyőre kerülnek: command 2>&1 > file.
A hibák és a szabványos kimenet fájlba írásához a sorrendet meg kell fordítani. A szabványos kimenet először a fájlba kerül átirányításra, majd a stderr kimenet is átirányításra kerül a már módosított, a fájlra mutató stdout azonosítóra: command > file 2>&1.

## Láncolt folyamatok
Az átirányítási és folyamatirányítási tokenek láncba köthetők összetett parancsok létrehozása érdekében. Például a sort infile | uniq -c | sort -n > outfile parancs lexikográfiai sorrendbe rendezi az infile sorait, az előfordulások számával előtagolt egyedi sorokat ír, numerikusan rendezi a kapott kimenetet, és a végső kimenetet az outfile-ba helyezi. Ez a fajta konstrukció nagyon gyakran használatos shell szkriptekben és batch fájlokban.

## Átirányítás több kimenetre
A standard tee parancs több célhelyre is átirányíthatja a parancs kimenetét: ls -lrt | tee xyz. Ez a fájllista kimenetét mind a standard kimenetre, mind az xyz fájlra irányítja.

## Fordítás
Ez a szócikk részben vagy egészben  a   Redirection (computing) című angol Wikipédia-szócikk ezen változatának fordításán alapul.  Az eredeti cikk szerkesztőit annak laptörténete sorolja fel. Ez a jelzés csupán a megfogalmazás eredetét és a szerzői jogokat jelzi, nem szolgál a cikkben szereplő információk forrásmegjelöléseként.